# Substantivisme
Selon le substantivisme, approche défendue par Karl Polanyi en 1957 - dans « L’économie en tant que procès institutionnalisé » (Commerce et marché dans les anciens empires, p. 307-332, Le Bord de l'eau, 2017)-, le terme « économie » a deux significations :
- La signification formelle désigne l'économie en tant que logique de l'action rationnelle et de la prise de décision, comme un choix rationnel entre des usages distincts de ressources ou moyens limités.
- La seconde, le sens substantif, par opposition, ne présuppose ni la prise de décision rationnelle ni des conditions de rareté. Elle désigne simplement l'étude des choix humains qui leur permettent de vivre dans leur environnement social et naturel.

Une stratégie de prospérité pour une société est vue comme une adaptation à son environnement et ses conditions matérielles, un processus qui peut impliquer ou non la maximisation de l'utilisation de ses ressources. Le sens substantif du terme « économie » est vu dans le sens plus large d'« économiser » ou d'« approvisionner ». L'économie est simplement la façon par laquelle une société satisfait ses besoins matériels et immatériels (statut social, rites, croyances, etc.). Marshall Sahlins est sans doute l'anthropologue le plus réputé ayant approfondi cette conception "substantive" ou "matérielle" de l'économie dans un ouvrage, devenu célèbre dès sa parution en 1972, Stone Age Economics, Routledge (London and New York, 2004). Sa recension en 1978 d'un livre de Marvin Harris dans le New York Review of Books (traduite dans la revue Libre) constitue une bonne introduction à la problématique substantiviste.